# Himmelev Sogn
Himmelev Sogn 
ist eine Kirchspielsgemeinde (dän.: Sogn) in der Stadt Roskilde auf der Insel Sjælland im südlichen Dänemark. Bis 1970 gehörte sie zur Harde Sømme Herred im damaligen Københavns Amt (bis 1808: Roskilde Amt), danach zur Roskilde Kommune im „neuen“ Roskilde Amt, die im Zuge der  Kommunalreform zum 1. Januar 2007 in der „neuen“ Roskilde Kommune in der Region Sjælland aufgegangen ist.
Von den 52.580 Einwohnern von Roskilde leben 13.903 im Kirchspiel Himmelev (Stand: 1. Januar 2023). Im Kirchspiel liegen die Kirchen „Himmelev Kirke“ und „Roskilde Kloster Kirke“.
Nachbargemeinden sind im Norden Ågerup Sogn und im Süden Roskilde Domsogn, ferner in der östlich gelegenen Høje-Taastrup Kommune Fløng Sogn.